# Yvette Z'Graggen
Yvette Z'Graggen (Genève, 31 maart 1920 – Collonge-Bellerive, 16 april 2012) was een Zwitserse radiopresentatrice en schrijfster.

## Biografie
Yvette Z'Graggen was een dochter van Johann Heinrich Z'Graggen, een tandarts, en van Alice Heksch. Na haar schooltijd volgde ze een opleiding tot secretaresse. Tijdens de Tweede Wereldoorlog werkte ze voor het Internationale Rode Kruis. In 1953 huwde ze Robert Brunel, van wie ze in 1978 scheidde.
Van 1952 tot 1982 maakte Z'Graggen culturele en literaire radioprogramma's voor de Radio suisse romande. Van 1982 tot 1989 werkte ze bij de Comédie de Genève onder leiding van Benno Besson. Ze schreef ook diverse hoorspelen en vertaalde Italiaans- en Duitstalige werken in het Frans, van onder anderen Max Frisch, Annemarie Schwarzenbach en Giorgio Orelli. Daarnaast schreef ze romans, zoals La vie attendait uit 1944, Cornelia uit 1985 en La Punta uit 1992. In korte verhalen over de situatie van vrouwen en autobiografische verslagen gaf ze een heldere reflectie over het reilen en zeilen in Zwitserland, zoals Un temps de rire et d'amour uit 1980, Les années silencieuses uit 1982, Changer l'Obli uit 1989 en Ciel d'Allemagne uit 1996.
In 1980 werd ze lid van de Zwitserse nationale commissie bij de UNESCO.
Z'Graggen overleed op 92-jarige leeftijd na langdurige ziekte.

## Werken
- (fr)  La vie attendait, 1944.
- (fr)  Un temps de rire et d'amour, 1980.
- (fr)  Les années silencieuses, 1982.
- (fr)  Cornelia, 1985.
- (fr)  Changer l'Obli, 1989.
- (fr)  La Punta, 1992.
- (fr)  Ciel d'Allemagne, 1996.